# Мягкая химия
Мягкая химия (англ. soft chemistry) — устоявшееся название совокупности химических методов получения твердофазных материалов, подразумевающих минимальное использование высоких температур и давлений. 
К методам мягкой химии обычно относят гидротермальный синтез, гидротермально-микроволновой синтез, осаждение (соосаждение) из растворов и другие методы «мокрой» химии, а также методы, основанные на химическом осаждении из газовой фазы (парофазный гидролиз и термическое разложение паров металлоорганических соединений). Подобные методы активно используются для получения нанопорошков оксидов и халькогенидов. Существующие методы контроля процессов формирования частиц в мягких условиях позволяют в широких пределах управлять размером и кристалличностью синтезируемых продуктов.